# Волосникова
Волосникова — деревня в Белозерском районе Курганской области. Входит в состав Памятинского сельсовета.

## История
До 1917 года входила в состав Усть-Суерской волости Курганского уезда Тобольской губернии. По данным на 1926 год состояла из 159 хозяйств. В административном отношении входила в состав Памятнинского сельсовета Белозерского района Курганского округа Уральской области.

## Население
| 1782 | 1912 | 1926 | 1989 | 2002 | 2010 |
| ---- | ---- | ---- | ---- | ---- | ---- |
| 196  | ↗734 | ↘706 | ↘194 | ↘167 | ↘79  |

По данным переписи 1926 года в деревне проживало 706 человек (346 мужчин и 360 женщин), в том числе: русские составляли 99 % населения.